# George Kittle
George Krieger Kittle (nacido el 9 de octubre de 1993) es un tight end de fútbol americano que juega actualmente en los San Francisco 49ers de la Liga Nacional de Fútbol Americano (NFL). Jugó fútbol americano universitario para los Hawkeyes de la Universidad de Iowa y fue reclutado por los 49ers en la quinta ronda del Draft de la NFL de 2017. Ha sido seleccionado en cuatro ocasiones para la   Pro Bowl (2019-2020-2022-2023) y fue All-Pro del primer equipo en 2019.

## Primeros años
Kittle nació en Madison, Wisconsin y se mudó a Iowa a una edad temprana. Asistió a la escuela secundaria Iowa City West en Iowa City, Iowa; la escuela secundaria Cedar Falls en Cedar Falls, Iowa; y la escuela secundaria Norman en Norman, Oklahoma. Se comprometió con la Universidad de Iowa a jugar fútbol americano universitario . Su padre, Bruce Kittle, también jugó en Iowa y fue entrenador de fútbol americano universitario.

## Carrera universitaria
Kittle jugó en Iowa de 2012 a 2016 con el entrenador en jefe Kirk Ferentz. Como estudiante de primer año, Kittle tuvo un papel limitado detrás del estudiante de último año CJ Fiedorowicz, el estudiante de tercer año Ray Hamilton y el estudiante de segundo año Jake Duzey. Tuvo su primera recepción colegial, que fue de 47 yardas, contra los Missouri State Bears. En total, atrapó cinco pases para 108 yardas.
En la temporada 2014, Kittle tuvo una única recepción en toda la temporada para 25 yardas contra Maryland.
El papel de Kittle se amplió en la temporada 2015. El 26 de septiembre de 2015, contra North Texas, anotó su primer touchdown universitario en una recepción de 43 yardas del quarterback CJ Beathard . En total, Kittle tuvo 20 recepciones para 290 yardas y seis touchdowns de recepción en la temporada 2015, ocupandoel sexto lugar en la Conferencia Big Ten .
En su último año, en la temporada 2016, Kittle encabezó la unidad de tight ends que incluía al joven Peter Pekar y al estudiante de primer año Noah Fant. Tuvo su mejor juego estadístico contra North Dakota State con cinco recepciones para 110 yardas. En su última temporada, tuvo 22 recepciones para 314 yardas y cuatro touchdowns de recepción. Durante su carrera universitaria, Kittle tuvo 48 recepciones para 737 yardas y 10 touchdowns.

### Estadísticas universitarias
| Año                 | Equipo              | GP | Rec | yardas | Promedio | TDs |
| ------------------- | ------------------- | -- | --- | ------ | -------- | --- |
| 2013                | Iowa                | 3  | 5   | 108    | 21.6     | 0   |
| 2014                | Iowa                | 3  | 1   | 25     | 25,0     | 0   |
| 2015                | Iowa                | 10 | 20  | 290    | 14.5     | 6   |
| 2016                | Iowa                | 9  | 22  | 314    | 14.3     | 4   |
| Carrera profesional | Carrera profesional | 25 | 48  | 737    | 15.4     | 10  |

## Carrera profesional
Como uno de los mejores prospectos de tight ends, Kittle fue uno de los 19 tight ends universitarios que recibieron una invitación para el NFL Scouting Combine en Indianápolis, Indiana. Completó la mayoría de los ejercicios, pero optó por saltarse el ejercicio de carrera corta y el ejercicio de tres conos. El rendimiento general de Kittle fue bien percibido, ya que terminó tercero entre las tight ends en el salto de longitud, quinto en la carrera de 40 yardas y sexto de su grupo en el salto vertical. El 27 de marzo de 2017, Kittle participó en el Pro Day de Iowa, junto con CJ Beathard, Desmond King, Jaleel Johnson, Greg Mabin, Riley McCarron y otros cuatro prospectos. Completó sus ejercicios combinados, terminando la carrera corta (4,55 s), el ejercicio de tres conos y también realizó ejercicios posicionales. Asistieron cazatalentos y representantes de los 32 equipos de la NFL, incluido el entrenador de tight ends de los Cincinnati Bengals, Jonathan Hayes. Al concluir el proceso previo al draft, los expertos y cazatalentos de la NFL proyectaron que Kittle sería una selección de tercera o cuarta ronda. Fue clasificado como el quinto mejor prospecto de tight end en el draft por el analista de la NFL Mike Mayock, el sexto mejor por el analista de la NFL Gil Brandt, y fue clasificado como el octavo mejor tight end por NFLDraftScout.com. Los San Francisco 49ers seleccionaron a Kittle en la quinta ronda con la selección general número 146 en el Draft de la NFL de 2017. Se reunió con su compañero de equipo de Iowa, CJ Beathard, a quien los 49ers seleccionaron en la tercera ronda (104 global).

### Temporada 2017
El 4 de mayo de 2017, los San Francisco 49ers firmaron a Kittle con un contrato de $2,69 millones por cuatro años que incluía un bono por firmar de $298.287.
A lo largo del training camp, compitió contra Garrett Celek, Vance McDonald, Logan Paulsen, Blake Bell y Cole Hikutini por el puesto de tight end titular. El entrenador en jefe Kyle Shanahan nombró a Kittle tight end titular para comenzar la temporada regular.
Kittle hizo su debut en la NFL en la apertura de la temporada de los 49ers contra los Carolina Panthers y atrapó cinco pases para 27 yardas en una derrota por 23-3. Hizo su primera recepción en la NFL con un pase de 13 yardas de Brian Hoyer en el primer drive y fue derribado por el safety de los Panthers, Mike Adams. El 8 de octubre de 2017, Kittle hizo siete recepciones para 83 yardas y su primer touchdown en la NFL durante la derrota por 26-23 en tiempo extra ante los Indianapolis Colts. Durante un enfrentamiento de la semana 9 contra los Arizona Cardinals, Kittle atrapó tres pases para 27 yardas antes de abandonar el campo con una lesión en la pierna. Estuvo inactivo por la lesión y se perdió el siguiente partido contra los New York Giants . Terminó la temporada regular con su primer partido con 100 yardas de recepción en la semana 17 contra Los Angeles Rams.
Kittle terminó su temporada de novato con 43 recepciones para 515 yardas y dos touchdowns en 15 partidos.

### Temporada 2018
En la apertura de la temporada contra los Minnesota Vikings, Kittle tuvo cinco recepciones para 90 yardas en una derrota por 24-16. Durante la semana 4 contra Los Angeles Chargers, Kittle registró una recepción de touchdown de 82 yardas como parte de una actuación de 125 yardas en un partido que los 49ers perdieron por 29-27. Durante la semana 7 contra Los Angeles Rams, tuvo cinco recepciones para 98 yardas y un touchdown en la derrota por 39-10. Durante la Semana 14 contra los Denver Broncos, Kittle estableció un récord de franquicia para yardas de recepción por un tight end con 210, todas en la primera mitad, además de convertirse en el primer tight end de los 49ers en superar las 1.000 yardas de recepción. Durante el final de temporada contra los Rams, Kittle rompió el récord de yardas por recepción para un tight end en una temporada, que acaba de conseguir Travis Kelce menos de una hora antes. Terminó la temporada con 1,377 yardas. Kelce volvió a batir este récord en 2020.

### Temporada 2019

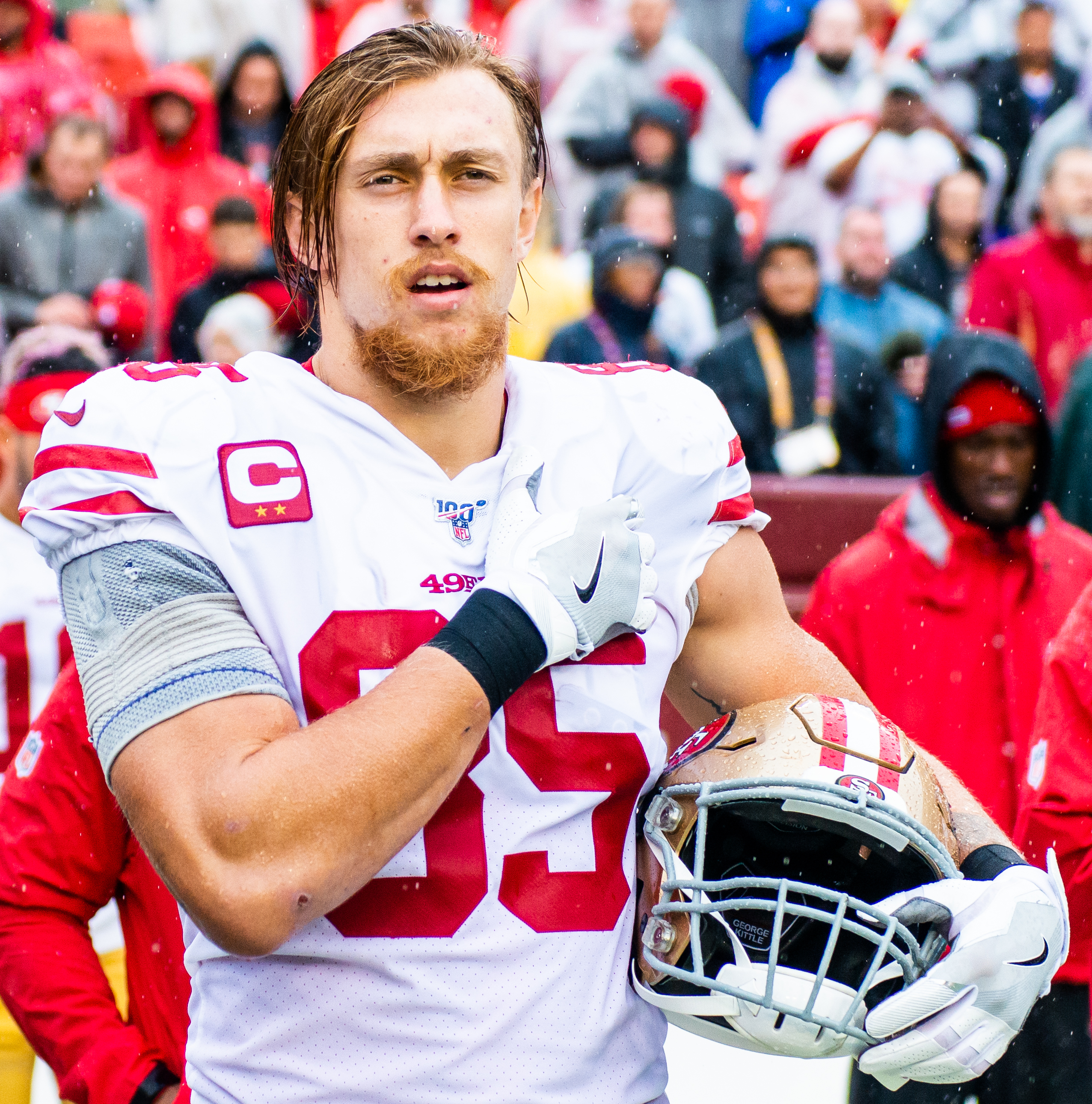
Kittle en un partido contra los Washington Redskins

Durante las primeras cuatro semanas de la temporada 2019 de la NFL, durante las cuales los 49ers jugaron contra los Tampa Bay Buccaneers, los Cincinnati Bengals y los Pittsburgh Steelers, Kittle obtuvo la calificación general más alta de Pro Football Focus de cualquier jugador de la NFL. Después de descansar en la semana 4, los 49ers se enfrentaron a los Cleveland Browns . En ese partido, Kittle obtuvo seis recepciones para 70 yardas y su primer touchdown de la temporada en la victoria por 31-3. En el siguiente partido contra Los Angeles Rams, atrapó ocho pases para 103 yardas en la victoria como visitante por 20–7. Tres semanas después contra los Arizona Cardinals, Kittle sufrió una lesión en la rodilla en la primera jugada del partido y se vio obligado a perderse las siguientes jugadas. Regresó al juego y atrapó seis pases para 79 yardas y un touchdown en la victoria como visitante por 28-25. Sin embargo, se vio obligado a perderse los siguientes dos partidos debido a la lesión. Regresó en la semana 12 contra los Green Bay Packers. En el partido, Kittle atrapó seis pases para 129 yardas y un touchdown en la victoria por 37–8. Contra los New Orleans Saints en la semana 14, hizo una recepción crucial en 4ª y 2 para 39 yardas, 17 de las cuales hizo mientras el cornerback de los Saints, Marcus Williams, lo agarraba de la rejilla del casco y a su vez cargaba a otros dos defensores. La captura preparó el field goal ganador del partido. Los 49ers ganaron 48-46. Durante la semana 15 contra los Atlanta Falcons, Kittle terminó con 13 recepciones para 134 yardas mientras los 49ers perdían 22-29. Después de la derrota, fue nombrado para su segundo Pro Bowl con más de 340,000 votos.
En el Super Bowl LIV contra los Kansas City Chiefs, Kittle atrapó cuatro pases para 36 yardas durante la derrota por 31-20.

### Temporada 2020
El 13 de agosto, Kittle firmó un contrato de $75 millones por cinco años con los 49ers con un bono por firmar de $18 millones, lo que lo convirtió en el tight end mejor pagado de la liga. Después de perderse dos partidos debido a una lesión en la rodilla, Kittle regresó en la semana 4 contra los Philadelphia Eagles en Sunday Night Football, terminando con 183 yardas recibidas y un touchdown mientras los 49ers perdían 20-25. En la semana 6 contra Los Angeles Rams, tuvo siete recepciones para 109 yardas y un touchdown en la victoria 24-16. El 5 de noviembre de 2020, Kittle fue colocado en la reserva de lesionados con un hueso roto en el pie. Fue activado el 25 de diciembre de 2020. En una temporada plagada de lesiones, Kittle terminó con 48 recepciones para 634 yardas por recepción y dos touchdowns en ocho partidos.

### Temporada 2021
El 9 de octubre de 2021, Kittle fue colocado en la reserva de lesionados por una lesión en la pantorrilla. Fue activado el 6 de noviembre. El 8 de noviembre, en su partido de regreso, Kittle atrapó seis pases para 101 yardas y un touchdown en la derrota ante los Arizona Cardinals. En la semana 13, tuvo nueve recepciones para 181 yardas y dos touchdowns en la derrota por 30-23 ante los Seattle Seahawks. En la semana 14, tuvo 13 recepciones para 151 yardas y un touchdown en la victoria 26-23 sobre los Cincinnati Bengals, ganando el premio al Jugador Ofensivo de la Semana de la NFC. En total, Kittle terminó la temporada 2021 con 71 recepciones para 910 yardas recibidas y seis touchdowns en 14 partidos.
Kittle tuvo 7 recepciones para 108 yardas durante la postemporada de 2021, recibiendo el primer touchdown de postemporada de su carrera en la derrota de los 49ers por 20-17 ante Los Angeles Rams en el partido de Campeonato de la NFC de 2021.

## Estadísticas de carrera de la NFL
| Leyenda | Leyenda                         |
| ------- | ------------------------------- |
|         | Lideró la liga (para tight end) |
| Audaz   | Lo más alto de su carrera       |

| Año                 | Equipo              | Partidos | Partidos | Recepción | Recepción | Recepción | Recepción | Recepción | Carrera | Carrera | Carrera  | Carrera | Carrera | Pérdidas | Pérdidas |
| Año                 | Equipo              | GP       | GS       | Rec       | yardas    | Promedio  | Lng       | Td        | Att     | yardas  | Promedio | Lng     | TD      | Fum      | Perdió   |
| ------------------- | ------------------- | -------- | -------- | --------- | --------- | --------- | --------- | --------- | ------- | ------- | -------- | ------- | ------- | -------- | -------- |
| 2017                | SF                  | 15       | 7        | 43        | 515       | 12.0      | 44        | 2         | 0       | 0       | 0.0      | 0       | 0       | 0        | 0        |
| 2018                | SF                  | 16       | 16       | 88        | 1,377     | 15.6      | 85T       | 5         | 1       | 10      | 10.0     | 10      | 0       | 0        | 0        |
| 2019                | SF                  | 14       | 14       | 85        | 1,053     | 12.4      | 61T       | 5         | 5       | 22      | 4.4      | 18      | 0       | 1        | 0        |
| 2020                | SF                  | 8        | 8        | 48        | 634       | 13.2      | 44T       | 2         | 2       | 17      | 8.5      | 9       | 0       | 0        | 0        |
| 2021                | SF                  | 14       | 14       | 71        | 910       | 12.8      | 48        | 6         | 3       | 20      | 6.7      | 9       | 0       | 2        | 1        |
| Carrera profesional | Carrera profesional | 67       | 59       | 335       | 4,489     | 13.4      | 85T       | 20        | 11      | 69      | 6.3      | 18      | 0       | 3        | 1        |

| Año                 | Equipo              | Partidos | Partidos | Recepción | Recepción | Recepción | Recepción | Recepción | Carrera | Carrera | Carrera  | Carrera | Carrera | Pérdidas | Pérdidas |
| Año                 | Equipo              | GP       | GS       | Rec       | yardas    | Promedio  | Lng       | TD        | Att     | yardas  | Promedio | Lng     | TD      | Fum      | Perdió   |
| ------------------- | ------------------- | -------- | -------- | --------- | --------- | --------- | --------- | --------- | ------- | ------- | -------- | ------- | ------- | -------- | -------- |
| 2019                | SF                  | 3        | 3        | 8         | 71        | 8.9       | 19        | 0         | 0       | 0       | 0.0      | 0       | 0       | 0        | 0        |
| 2021                | SF                  | 3        | 3        | 7         | 108       | 15.4      | 24        | 1         | 0       | 0       | 0.0      | 0       | 0       | 0        | 0        |
| Carrera profesional | Carrera profesional | 6        | 6        | 15        | 179       | 11.9      | 24        | 1         | 0       | 0       | 0.0      | 0       | 0       | 0        | 0        |

## Récords de la NFL

### Temporada regular
- Más yardas recibidas en una mitad por un tight end: 210[57]
- Primer tight end en liderar la liga en yardas después de la recepción: 870[58]
- Más yardas recibidas en las primeras tres temporadas por un tight end: 2,945[59]
- Primer tight end en lograr al menos 150 yardas por recepción y un touchdown en dos partidos consecutivos[60]

### Récords de franquicia de los 49ers
- Más yardas recibidas en un partido por un tight end: 210[61]
- Más recepciones en una temporada por un tight end: 88[62]
- Primer tight end en superar las 1.000 yardas recibidas[63]

## Vida personal
Kittle se casó con Claire (de soltera Till) el 9 de abril de 2019. La pareja se conoció en la Universidad de Iowa, donde Claire jugaba baloncesto. Kittle ha declarado que ha sido un gran fan de los Chicago Bears desde la infancia.